# معهد سان كارلوس وسان أمبروسيو

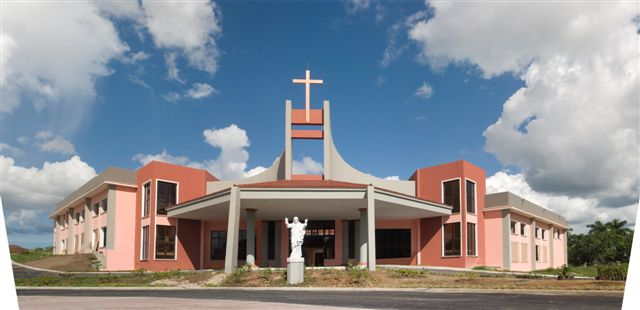
المعهد اليوم

المعهد الملكيي الكنسية سان كارلوس وسان أمبروسيو هو مقر الدراسات العليا للكنيسة الكاثوليكية في كوبا، ولا يزال يُدرس فيه الكهنوت. كانت تقع في كاتدرائية سان كريستوبال في هافانا، في المنطقة التاريخية لعاصمة كوبا. أحد جوانبه كان يطل على قناة دخول الخليج. حاليًا، تقع في هذا المبنى مركز الأب فيليكس فاريل الثقافي للأبرشية، حيث تُقدم دورات في عدة مواد اجتماعية ودينية. المعهد الحالي يقع في ضواحي هافانا.

## التاريخ
المقر القديم للمعهد يعود أصل هذا العمل المعماري إلى كلية سان أمبروسيو المتواضعة، التي أسسها في عام 1689 أسقف هافانا، دييغو إيفيليو دي كومبوستيلا، في منزل مجاور لمنزله في شارع كومبوستيلا (سُمي بهذا الاسم تكريماً لهذا الأسقف)، لكي يدرس فيه شبان فقراء ذو رغبة دينية.
بدأ بناء المبنى القديم، مقر المعهد الكنسية سان كارلوس وسان أمبروسيو، في عام 1700 على يد أعضاء شركة يسوع، وتم الانتهاء منه في عام 1767، قبل أن يُطرد اليسوعيون من الإمبراطورية الإسبانية.
ومع ذلك، لم يصل المبنى إلى شكله الحالي حتى أضاف الأسقف خوان خوسيه دياز دي إسبادا أشكالاً معمارية كانت تنافس بوابات جامعة بلد الوليد. خلال هذه الفترة، وصل المعهد إلى شهرة علمية كبيرة حتى أن الجامعة الملكية والبابوية سان جيرونيمو في هافانا لم تكن تضاهيها.
تحول المبنى بعد ذلك، لعدة سنوات، إلى مقر رئاسة أساقفة هافانا تحت قيادة الكاردينال رئيس الأساقفة مانويل أرتياغا، ثم عاد ليكون المعهد هو كنسية سان كارلوس وسان أمبروسيو، ويعمل حالياً كمركز لمكاتب الكنيسة الكاثوليكية.
في زيارته التاريخية إلى كوبا في يناير 1998، بارك البابا يوحنا بولس الثاني حجر الأساس لما سيكون المقر الجديد للمعهد. قام الكاردينال خايمي أورتيغا بتصميم مبنى حديث في طريق مونومينتال (غواناباكوا) لتلبية متطلبات التعليم المعاصر. وهكذا، في 3 نوفمبر 2010، تم افتتاح المقر الجديد لمعهد سان كارلوس وسان أمبروسيو بحضور أساقفة الجزيرة ورئيس الجمهورية راؤول كاسترو.
في عام 2013، طلب الكاردينال أورتيغا من جمعية كهنة العمال الإكليريكيين لقلب يسوع أن يتولوا إدارة معهد سان كارلوس وسان أمبروسيو. حالياً، العميد هو الأب أنطونيو دييغو هيرنانديز، كاهن عامل إكليريكي.

## طلاب بارزون
خلال سنوات أسقف إسبادا، درس في المعهد القس المرموق فيليكس فاريل و موراليس، الذي كان من أوائل من رأوا وعلّموا اعتبار كوبا كأمة، وممثل جزيرة كوبا في البرلمان الإسباني عام 1821، حيث دافع عن حقوق كوبا وطالب بحرية العبيد.
كما درس في هذا المعهد الكنسية البارزة الاقتصادي الشهير فرانسيسكو دي أرانغو إي بارينو، وخوسيه أنطونيو ساكو، عالم الاجتماع والمؤرخ والاقتصادي المعروف بمعارضته الشديدة للعبودية ورفضه لضم كوبا إلى الولايات المتحدة.

## روابط خارجية
- الموقع الرسمي للمعهد
- يحتوي ويكيميديا كومونز على قسم وسائط متعددة عن معهد سان كارلوس وسان أمبروسيو.